# Abasan al-Saghira
Abasan al-Saghira (arabisch عبسان الصغيرة, DMG ʿAbasān as-ṣaġīra‘) ist eine palästinensische Stadt im Gouvernement Chan Yunis des Staates Palästina. Sie liegt in der im südlichen Gazastreifen, einige km südöstlich von Chan Yunis. Die Stadt hatte 2017 laut dem Palästinensischen Zentralamt für Statistik 9.290 Einwohner.

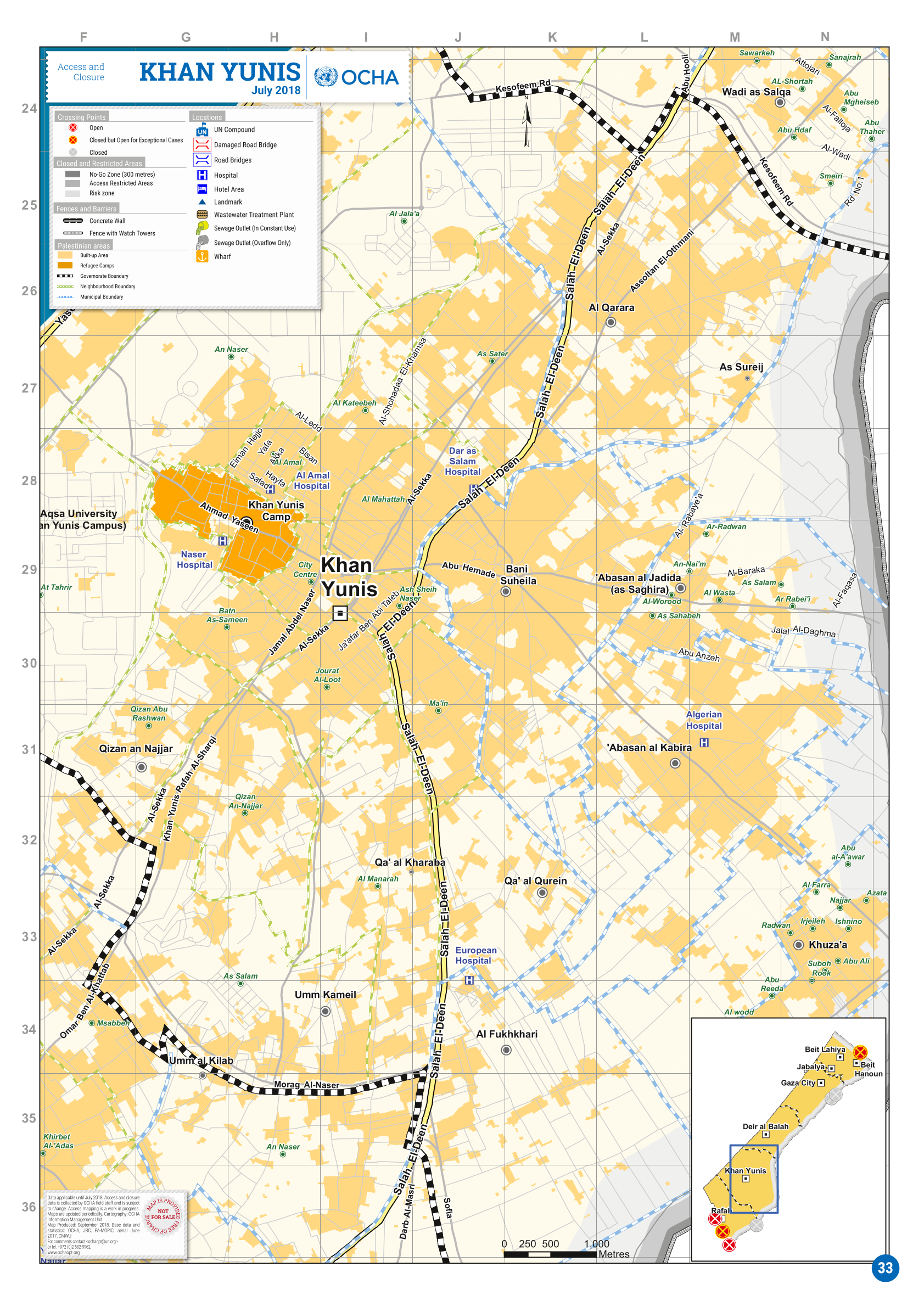
Karte vom Gouvernement Chan Yunis

Der Name lautet übersetzt Abasan die kleine, im Gegensatz zum Nachbarort Abasan al-Kabira, deren Name Abasan die große bedeutet. Beide Ortschaften sind in den vergangenen Jahren zusammengewachsen und bilden nun einen städtischen Raum von Chan Yunis. Die Arbeitslosenquote lag zuletzt bei 28 % (2011), das durchschnittliche Tageseinkommen bei 55 Israelischen Schekeln (2011, was damals knapp über 11 Euro entsprach).